# أندرو جاكسون (قس)
أندرو جاكسون (بالإنجليزية: Andrew Jackson)‏ هو قس أمريكي، ولد في 11 فبراير 1828 في Valla ‏ في السويد، وتوفي في 23 يوليو 1901 في Bethesda Hospital (Saint Paul, Minnesota) ‏ في الولايات المتحدة بسبب عدوى الجهاز البولي.